# Libertador (filme)
Libertador (bra: Libertador) é um filme de drama venezuelano de 2013 dirigido e escrito por Alberto Arvelo. Foi selecionado como representante da Venezuela à edição do Oscar 2015, organizada pela Academia de Artes e Ciências Cinematográficas, fazendo a lista de finalistas de janeiro.

## Elenco
- Édgar Ramírez - Simón Bolívar
- María Valverde - Maria Teresa Rodríguez del Toro
- Juana Acosta - Manuela Sáenz
- Danny Huston - Martin Torkington
- Erich Wildpret - Antonio José de Sucre
- Alejandro Furth - Rafael Urdaneta
- Orlando Valenzuela - Francisco de Paula Santander
- Iwan Rheon - Daniel O'Leary
- Gary Lewis - James Rooke
- Imanol Arias - Juan Domingo Monteverde
- Juvel Vielma - José Antonio Páez
- Carlos Julio Molina - José Félix Ribas
- Manuel Porto - Francisco de Miranda
- Francisco Denis - Simón Rodríguez
- Zenaida Gamboa - Hipólita